# Préchacq-Josbaig
Préchacq-Josbaig là một xã thuộc tỉnh Pyrénées-Atlantiques trong vùng Nouvelle-Aquitaine miền tây nam nước Pháp.